# فانيسا وير
فانيسا وير (بالإنجليزية: Vanessa Ware)‏ هي لاعبة كرة الشبكة أسترالية، ولدت في 26 أكتوبر 1985.